# 谭天星
谭天星（1963年11月—），男，汉族，湖南攸县人，中华人民共和国政治人物。现任中华全国总工会副主席、书记处书记、党组成员。中共十九大代表。
曾任中共中央统战部副部长，中华海外联谊会副会长、中国和平统一促进会秘书长。